# Affiliated Managers Group
Affiliated Managers Group, Inc. (NYSE: AMG) er en amerikansk formueforvaltningsvirksomhed med kapitalandele i en række fonde. Virksomheden blev etableret i december 1993 af William J. Nutt i Boston, Massachusetts. I november 1997 blev selskabet børsnoteret på New York Stock Exchange.  AMG har aktiver under forvaltning for 651 mia. USD.